# 苏紫紫
苏紫紫，本名王嫣芸（1991年6月29日—），湖北省宜昌市人，2009年毕业于湖北省重点高中夷陵中学，同年考上中国人民大学徐悲鸿艺术学校艺术设计系。2010年11月26日，苏紫紫在其就读的中国人民大学举办了一个以人体摄影为主的形体艺术展。2011年1月6日，苏紫紫裸体接受了8家媒体的采访。苏紫紫的人民大学学生和裸模身份，使得苏紫紫在2011年伊始迅速蹿红，并且成为争议的焦点。

## 后续经历
2014年10月25日，作为选手出现在北京卫视播出的《我是演说家》。2016年3月，作为辩手参加了爱奇艺独播的《奇葩说》第三季。2016年9月，以“谏言团”成员身份参演《我是演说家3》。